# 에드워드 페일 시니어

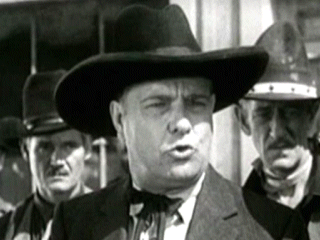

에드워드 페일 시니어(Edward Peil Sr., 1883년 1월 18일 ~ 1958년 12월 29일)는 미국의 배우이다.
러신에서 태어났으며 할리우드에서 사망하였다.

## 영화
- 스톰 워닝 (1951년)
- 선 컴스 업 (1949년)
- 쓰리 다링 다터스 (1948년)
- 업 인 센트럴 파크 (1948년)
- 무법자 (1943년)
- 더 글래스 키 (1942년) - 펄러티션 역
- 신 타운 (1942년)
- 마이 페이버릿 브론드 (1942년)
- 아이 원티드 윙스 (1941년)
- 페니 세러네이드 (1941년)
- 샤도우 (1940년)
- 투 걸즈 온 브로드웨이 (1940년)
- 닷지 시티 (1939년)
- 딕 트레이시스 G-멘 (1939년)
- 스파이더스 웹 (1938년)
- 더 걸 오브 더 골든 웨스트 (1938년)
- 하층민(영어판) (1936년)
- 워킹 데드 (1936년)
- 콜리지 홀리데이 (1936년)
- 내 사랑 시카고 (1936년)
- 쇼 보트 (1936년)
- 에이스 드러몬드 (1936년)
- 렉클리스 (1935년)
- 바르바리 해안 (1935년)
- 키드 밀리언스 (1934년)
- 마스크 오브 푸 만주 (1932년)
- 철마 (1924년)
- 흩어진 꽃잎 (1919년) - 악마의 눈 역